# Otto Frisch
Otto Robert Frisch (1. října 1904, Vídeň – 22. září 1979, Cambridge) byl rakouský fyzik. Spolu se svou tetou, Lisou Meitner jako první popsal štěpnou jadernou reakci.

## Život
Narodil se a studoval ve Vídni. Po nástupu Adolfa Hitlera k moci odešel v roce 1933 z Hamburku do Spojeného království a odtud v roce 1934 na Institut teoretické fyziky do Kodaně. V prosinci 1939 na krátký čas navštívil svou tetu Lisu Meitner ve Stockholmu, která ho informovala o pokusu Otto Hahna a Fritze Strassmanna, který nakonec správně vysvětlili právě Meitner s Frischem.
Po okupaci Dánska nacistickým Německem na začátku druhé světové války se Frisch vrátil do Spojeného království a v letech 1943 až 1945 se zúčastnil Projektu Manhattan v USA jako zástupce britské mise. Frisch pracoval na metodě separace U-235 a na stanovení kritického množství uranu, pomocí kterého by byla proveditelná řetězová reakce.
V letech 1947 až 1971 byl profesorem na Cambridgeské univerzitě.